# Houppim
Houppim ou Houpham est un fils de Benjamin fils de Jacob et de Rachel. Ses descendants s'appellent les Houphamites.

## Houppim et ses frères
Houppim a pour frères Béla, Béker, Ashbel, Guéra, Naamân, Éhi, Rosh, Mouppim et Ard.

## Houppim en Égypte
Houppim part avec son père Benjamin et son grand-père Jacob pour s'installer en Égypte au pays de Goshen dans le delta du Nil.
La famille des Houphamites dont l'ancêtre est Houpham ou Houppim sort du pays d'Égypte avec Moïse,.